# Исленьев, Александр Михайлович
Александр Михайлович Исленьев (16 (27) июля 1794—23 апреля (5 мая) 1882) — помещик, член Московского общества сельского хозяйства; был арестован по делу декабристов, но получил оправдательный аттестат.

## Биография
Происходил из дворян Тульской губернии. Родился 16 (27) июля 1794 года в семье гвардии поручика Михаила Васильевича Исленьева (1757 — 20.05.1816), за которым в Тульской губернии числилось 500 душ крепостных; мать — Дарья Михайловна, урождённая Камынина. Имел старшего брата Николая (1790—1840).
В службу вступил 29 апреля 1810 года — подпрапорщиком в лейб-гвардии Преображенский полк; 7 ноября 1811 года был переведён в лейб-гвардии Литовский полк. Участвовал в Бородинском сражении и других битвах Отечественной войны 1812 года и заграничного похода; за храбрость, проявленную при Бородине 26 августа 1812 года был произведён в прапорщики; подпоручик — с 19 января 1816 года. С 23 августа 1817 года состоял адъютантом генерал-майора М. Ф. Орлова; поручик — с 20.1.1818, штабс-капитан — с 15.11.1818, капитан — с 12.12.1819.По домашним обстоятельствам 18 ноября 1822 года вышел в отставку.
В начале расследования событий 14 декабря 1825 года, подполковник Н. И. Комаров показал его в числе членов тайного общества и 15 января 1826 года он был арестован и 18 января доставлен из Москвы в Петербург на главную гауптвахту и в тот же день переведён в Петропавловскую крепость — в № 23 бастиона Трубецкого. Однако следствие посчитало, что членом тайных обществ декабристов он не был и не знал об их существовании. По высочайшему повелению 26 января был освобождён с оправдательным аттестатом.
Был членом Московского общества сельского хозяйства; автор работ по сельскохозяйственным вопросам.
Умер 23 апреля (5 мая) 1882 года. Похоронен в Петербурге на Новодевичьем кладбище.

## Семья
Венчался с кн. Софьей Петровной Козловской (1795—1829), дочерью П. В. Завадовского ещё при жизни ее мужа и брак не был признан; поэтому их дети, как незаконнорождённые, носили фамилию Иславиных: Владимир (1818—1895), Михаил (1819—1905), Надежда (ок. 1823 — 1900), Вера (1825—07.02.1909), Константин (1827—1903) и Любовь (1826—1886) — мать жены Л. Н. Толстого, Софьи Андреевны. По причине такой родственной связи Александр Михайлович Исленьев стал прототипом отца Николеньки Иртеньева в трилогии Л. Н. Толстого «Детство, Отрочество, Юность».
Законной его женой стала Софья Александровна Жданова (1812 — 1880-е годы). Дети: Александр (1842—?), Аглая (1844—?), Ольга (1845—1909), Наталья (1847—?). 